# الشاب صحراوي
الشاب صحراوي مغني راي جزائري من مواليد 1 أفريل 1961 بمدينة تلمسان غرب الجزائر ، درس العزف على آلة البيانو أربع سنوات في وهران ، في نهاية السبعينات التقى بزوجته السابقة الشابة فضيلة وغنيا مع بعضهما لمدة عشرين سنة، في نهاية التسعينات انفصل على زوجته فضيلة وهو الآن يغني بمفرده.

## وصلات خارجية
- الشاب صحراوي على موقع ميوزك برينز (الإنجليزية)
- الشاب صحراوي على موقع أول ميوزيك (الإنجليزية)
- الشاب صحراوي على موقع ديسكوغز (الإنجليزية)
- -بعض أغاني الشاب صحراوي